# Colin Miller
Colin Miller, född 29 oktober 1992, är en kanadensisk professionell ishockeyback som spelar för Buffalo Sabres i NHL. 
Han har tidigare spelat på NHL-nivå för Vegas Golden Knights och Boston Bruins och på lägre nivåer för Manchester Monarchs och Providence Bruins i AHL och Sault Ste. Marie Greyhounds i OHL.

## Klubblagskarriär

### NHL

#### Los Angeles Kings
Miller draftades i femte rundan i 2012 års draft av Los Angeles Kings som 151:a spelare totalt.

#### Boston Bruins
Han tradades den 27 juni 2015, tillsammans med ett val i första rundan i NHL-draften 2015 (Jakub Zboril) och målvakten Martin Jones, till Boston Bruins i utbyte mot Milan Lucic.

#### Vegas Golden Knights
Den 21 juni 2017 valdes Miller av Vegas Golden Knights i expansionsdraften.

#### Buffalo Sabres
Den 28 juni 2019 tradades han till Buffalo Sabres i utbyte mot ett val i andra rundan i NHL-draften 2021 och ett val i femte rundan i NHL-draften 2022.

## Statistik
| Källa: Utv = Utvisningsminuter Uppdaterad: 2019-07-02 | Källa: Utv = Utvisningsminuter Uppdaterad: 2019-07-02 | Källa: Utv = Utvisningsminuter Uppdaterad: 2019-07-02 |                           | Grundserie                | Grundserie                | Grundserie                | Grundserie                | Grundserie                |                           | Slutspel                  | Slutspel                  | Slutspel                  | Slutspel                  | Slutspel |
| Säsong                                                | Lag                                                   | Liga                                                  | Matcher                   | Mål                       | Assist                    | Poäng                     | Utv                       | Matcher                   | Mål                       | Assist                    | Poäng                     | Utv                       |                           |          |
| ----------------------------------------------------- | ----------------------------------------------------- | ----------------------------------------------------- | ------------------------- | ------------------------- | ------------------------- | ------------------------- | ------------------------- | ------------------------- | ------------------------- | ------------------------- | ------------------------- | ------------------------- | ------------------------- | -------- |
| 2006–2007                                             | Soo Thunder                                           | NOBHL                                                 | 34                        | 7                         | 10                        | 17                        | 30                        | 7                         | 1                         | 0                         | 1                         | 8                         |                           |          |
| 2007–2008                                             | White Pines Wolverines                                |                                                       | Statistik ej tillgänglig. | Statistik ej tillgänglig. | Statistik ej tillgänglig. | Statistik ej tillgänglig. | Statistik ej tillgänglig. | Statistik ej tillgänglig. | Statistik ej tillgänglig. | Statistik ej tillgänglig. | Statistik ej tillgänglig. | Statistik ej tillgänglig. | Statistik ej tillgänglig. |          |
| 2008–2009                                             | Sault Ste. Marie North Stars                          | GNML                                                  | 32                        | 6                         | 15                        | 21                        | 42                        | 10                        | 2                         | 7                         | 9                         | 14                        |                           |          |
| 2009–2010                                             | Soo Thunderbirds                                      | NOJHL                                                 | 46                        | 7                         | 23                        | 30                        | 38                        | 14                        | 5                         | 9                         | 14                        | 6                         |                           |          |
| 2010–2011                                             | Sault Ste. Marie Greyhounds                           | OHL                                                   | 66                        | 3                         | 19                        | 22                        | 44                        | —                         | —                         | —                         | —                         | —                         |                           |          |
| 2011–2012                                             | Sault Ste. Marie Greyhounds                           | OHL                                                   | 54                        | 8                         | 20                        | 28                        | 79                        | —                         | —                         | —                         | —                         | —                         |                           |          |
| 2012–2013                                             | Sault Ste. Marie Greyhounds                           | OHL                                                   | 54                        | 20                        | 35                        | 55                        | 78                        | 6                         | 1                         | 6                         | 7                         | 0                         |                           |          |
| 2013–2014                                             | Manchester Monarchs                                   | AHL                                                   | 65                        | 5                         | 12                        | 17                        | 35                        | 3                         | 0                         | 0                         | 0                         | 6                         |                           |          |
| 2014–2015                                             | Manchester Monarchs                                   | AHL                                                   | 70                        | 19                        | 33                        | 52                        | 82                        | 19                        | 2                         | 8                         | 10                        | 12                        |                           |          |
| 2015–2016                                             | Boston Bruins                                         | NHL                                                   | 42                        | 3                         | 13                        | 16                        | 39                        | —                         | —                         | —                         | —                         | —                         |                           |          |
|                                                       | Providence Bruins                                     | AHL                                                   | 20                        | 4                         | 8                         | 12                        | 16                        | 2                         | 0                         | 0                         | 0                         | 0                         |                           |          |
| 2016–2017                                             | Boston Bruins                                         | NHL                                                   | 61                        | 6                         | 7                         | 13                        | 55                        | 4                         | 0                         | 1                         | 1                         | 2                         |                           |          |
| 2017–2018                                             | Vegas Golden Knights                                  | NHL                                                   | 82                        | 10                        | 31                        | 41                        | 53                        | 20                        | 3                         | 4                         | 7                         | 14                        |                           |          |
| 2018–2019                                             | Vegas Golden Knights                                  | NHL                                                   | 65                        | 3                         | 26                        | 29                        | 44                        | 6                         | 1                         | 2                         | 3                         | 6                         |                           |          |
| 2019–2020                                             | Buffalo Sabres                                        | NHL                                                   |                           |                           |                           |                           |                           |                           |                           |                           |                           |                           |                           |          |
| NHL totalt                                            | NHL totalt                                            | NHL totalt                                            | 250                       | 22                        | 77                        | 99                        | 191                       | 30                        | 4                         | 7                         | 11                        | 22                        |                           |          |
| AHL totalt                                            | AHL totalt                                            | AHL totalt                                            | 155                       | 28                        | 53                        | 81                        | 133                       | 24                        | 2                         | 8                         | 10                        | 18                        |                           |          |
| OHL totalt                                            | OHL totalt                                            | OHL totalt                                            | 174                       | 31                        | 74                        | 105                       | 201                       | 6                         | 1                         | 6                         | 7                         | 0                         |                           |          |